# Niederkorn
Niederkorn (franska) (luxemburgiska: Nidderkuer lyssna (fil), tyska: Niederkorn) är en ort i kantonen Esch-sur-Alzette i sydvästra Luxemburg. Den ligger i kommunen Differdange, cirka 19 kilometer sydväst om staden Luxemburg. Orten har 7 394 invånare (2022).
Orten har sitt namn efter floden Chiers (tyska: Korn), som är en biflod till Meuse och har sina källor i trakten.
Nordväst om Niederkorn ligger det tidigare dagbrottet Giele Botter, som sedan 1991 är ett naturskyddat område och en del av naturreservatet Prënzebierg. Väster om Niederkorn ligger den tidigare malmomlastningsplatsen Fond-de-Gras samt Titelberg, som är ett oppidum från tiden före den romerska erövringen.

## Bildgalleri

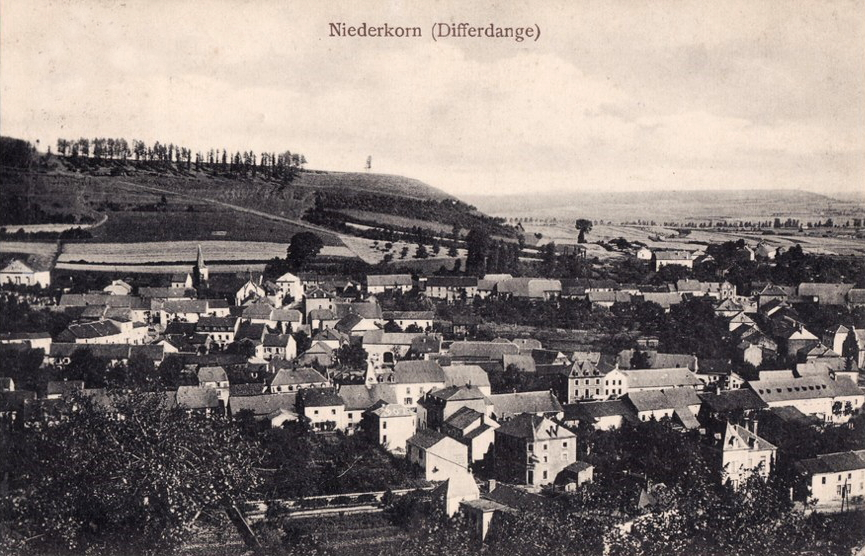
Niederkorn, 1911.
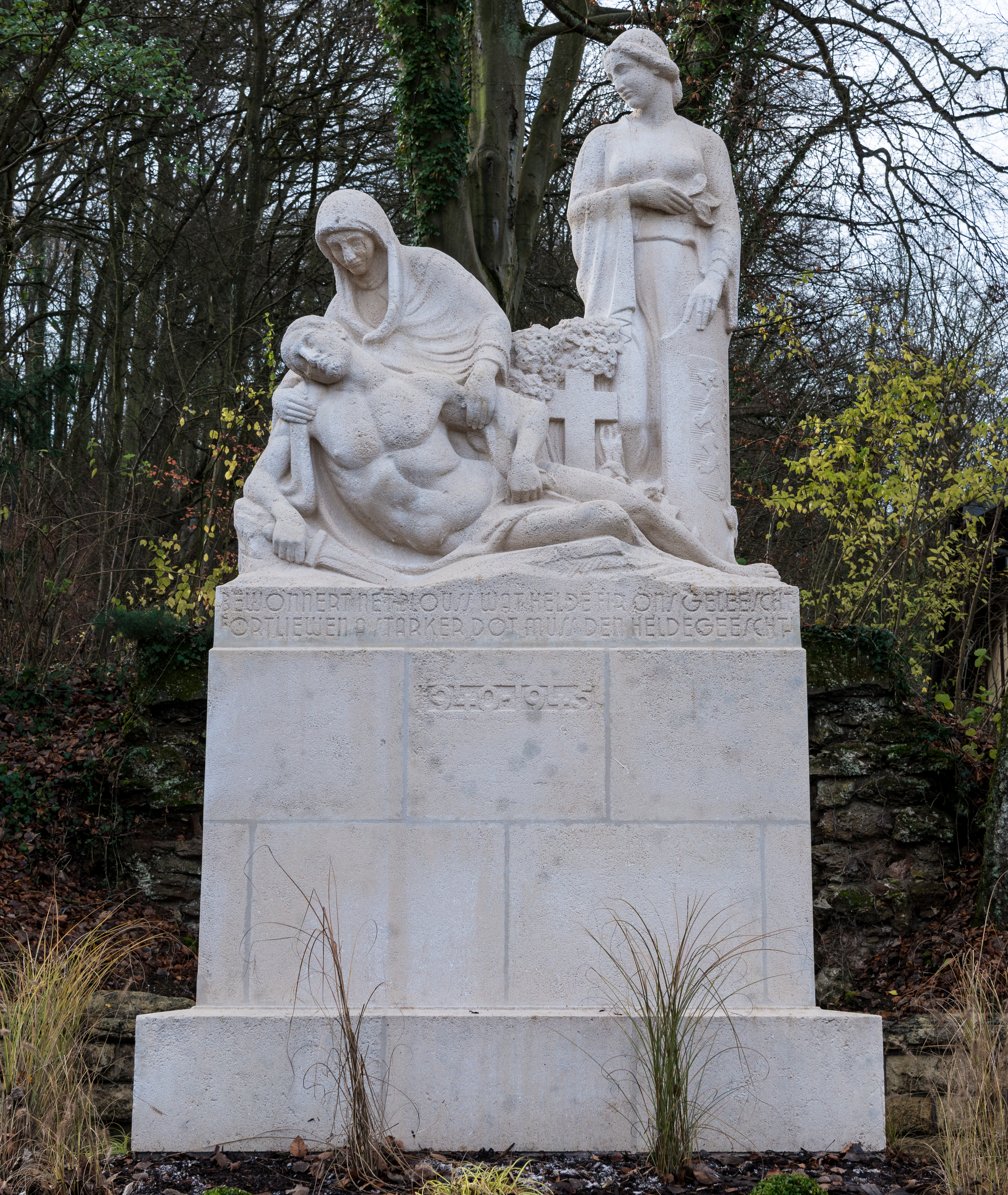
Minnesmärke över dödade i andra världskriget, Avenue de la Liberté.
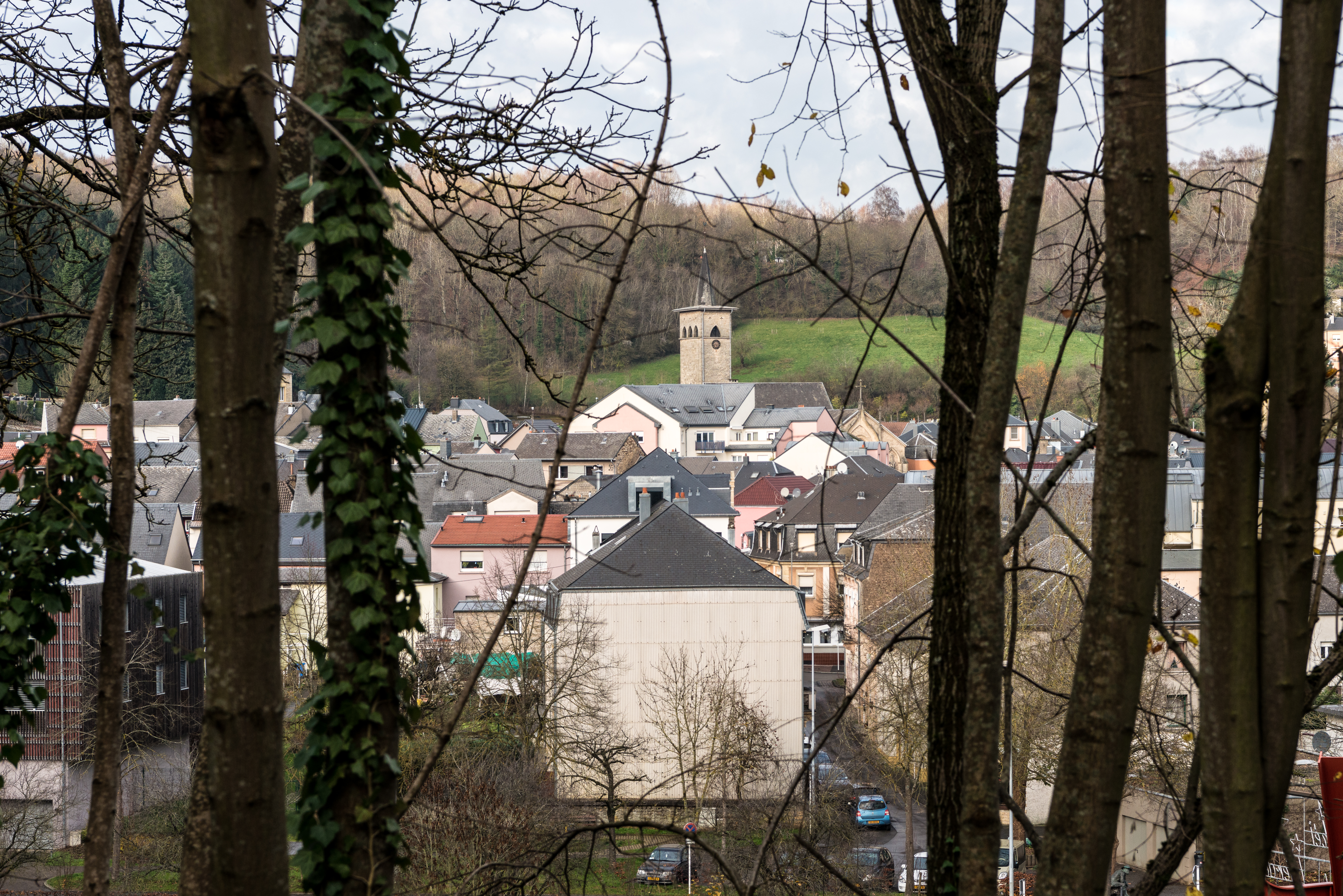
Chalet Honsbësch.
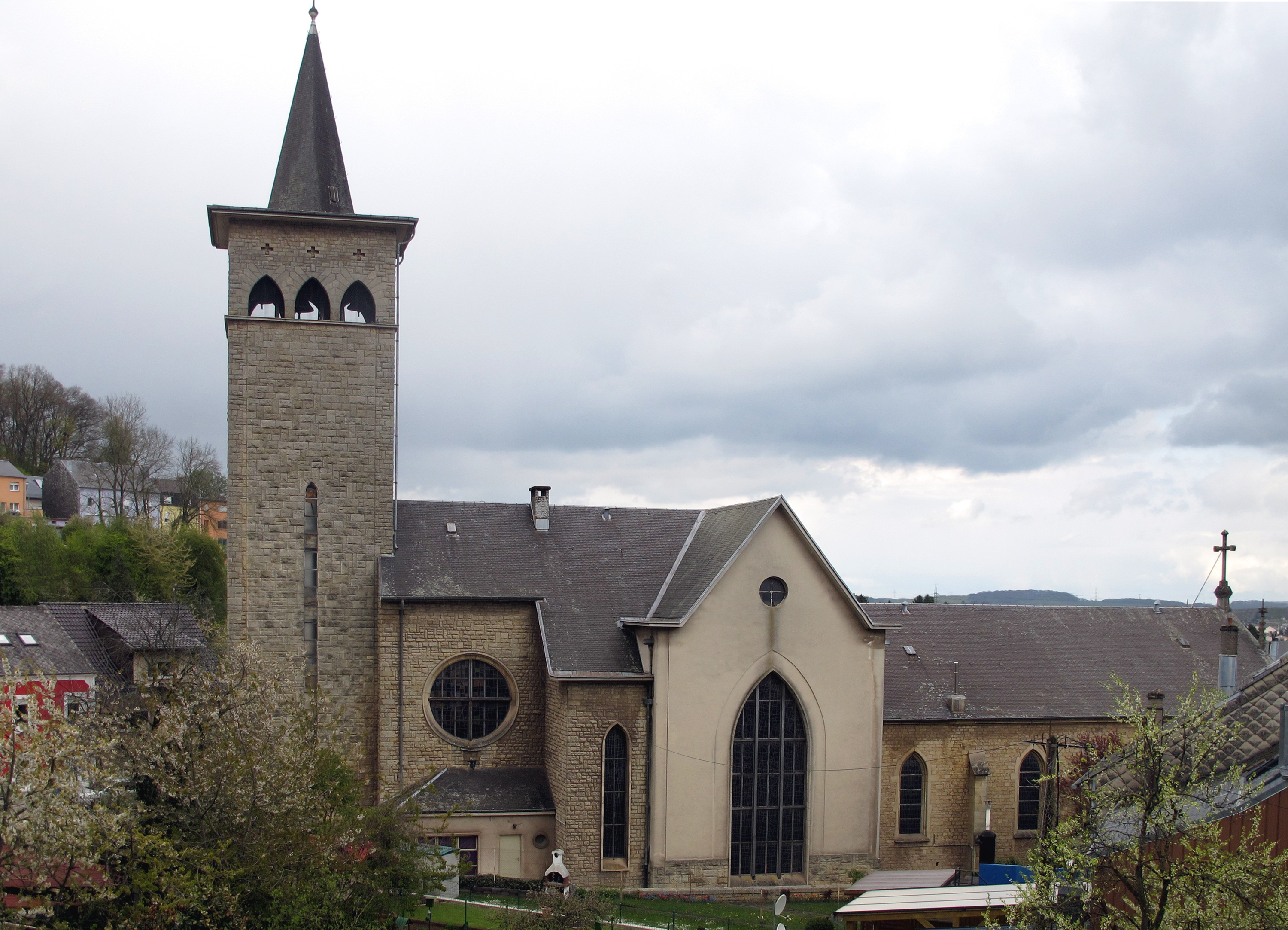
Église Saints-Pierre-et-Paul i Niederkorn.
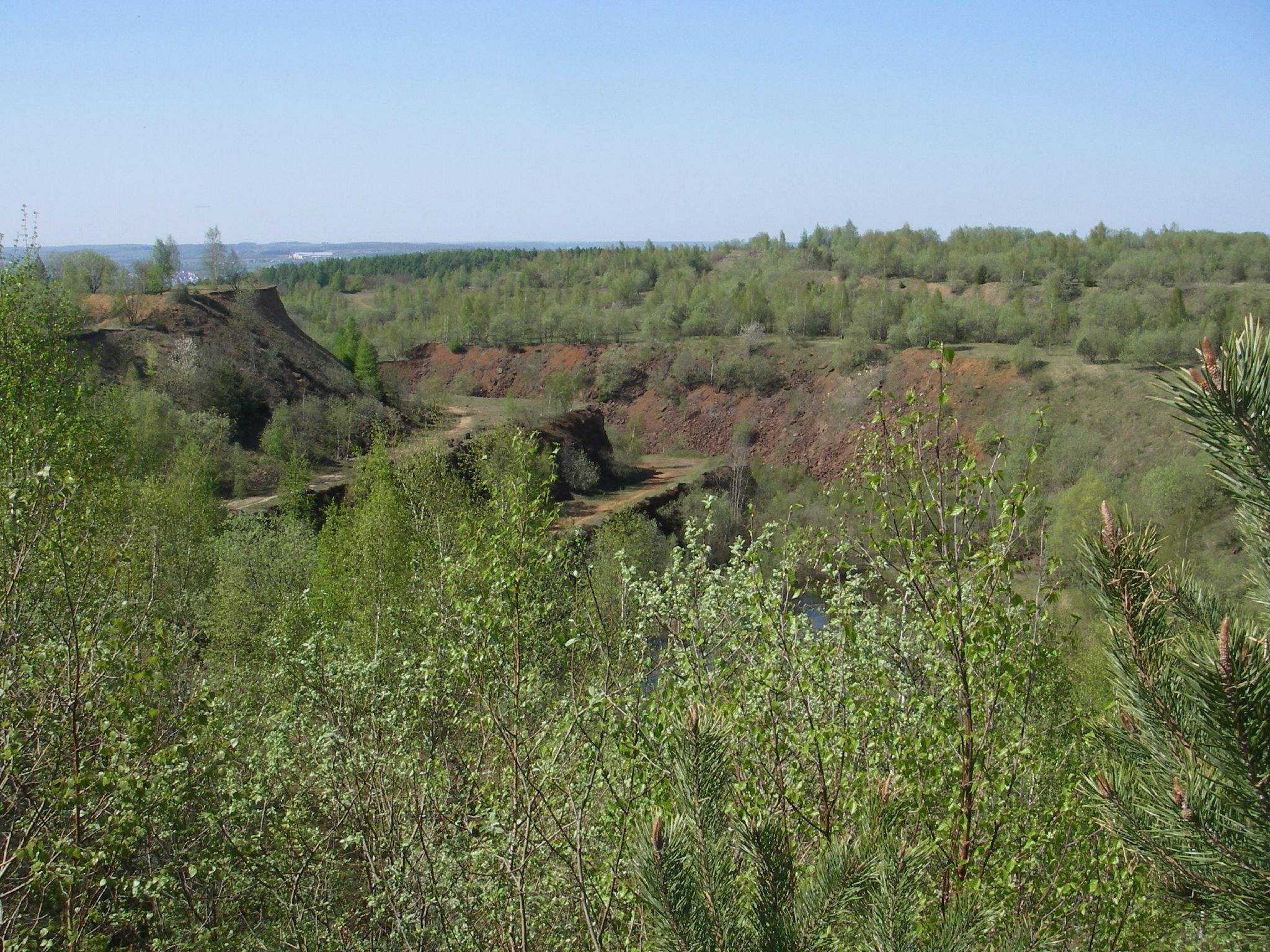
Giele Botter.